# Isodromus hemiphaeus
Isodromus hemiphaeus är en stekelart som beskrevs av Tan och Chen 2000. Isodromus hemiphaeus ingår i släktet Isodromus och familjen sköldlussteklar. Inga underarter finns listade i Catalogue of Life.